# Ing Registar
Ing Registar je serijska publikacija koja daje pregled službene i stručne literature s područja gospodarstva i javne uprave koju izdaje Inženjerski biro u Zagrebu. Izlazi od 1958. godine za područje cijele bivše Jugoslavije na hrvatskome i slovenskome jeziku, informirajući o sadržaju saveznih, republičkih i pokrajinskih propisa, vjerodostojnih tumačenjâ, sudskih odluka, službenih i stručnih mišljenja i objašnjenja, te stručnih članaka i knjiga. Od 1992. godine izlazi samo za područje Hrvatske. Tijekom 1997. je opstojalo izdanje za Bosnu i Hercegovinu i Federaciju Bosne i Hercegovine.
Ing-Registar je započeo izlaziti prema idejama njegovih autora, Sergeja Sklevickyja i Petra Fija.
Ing-Registar se sastoji od osnovnih i tekućih uložaka s pregledom sadržaja podijeljenim u 10 glavnih skupina i 5 vrsta gradiva:
- propisi (P),
- sudske odluke (S),
- mišljenja (M),
- članci (Č),
- knjige (K).

Svaka glavna skupina podijeljena je na 9 podskupina, a svaka podskupina detaljnije je podijeljena na do 6 najužih područja (brojeva). Tako je cjelokupni sadržaj Ing Registra podijeljen u 185 područja u kojima se nalazi materija istoga sadržaja. U troznamenkastoj šifri prva brojka označava glavnu skupinu, druga brojka označava podskupinu, a treća brojka označava najuže područje unutar podskupine. Sustav je vrlo sličan Univerzalnoj decimalnoj klasifikaciji.
Primjerice troznamenkasta šifra pojma odnosno ključne riječi Upravne pristojbe je 9/8-3 pri čemu 9 označava glavnu skupinu, 8 podskupinu unutar glavne skupine, a 3 najuže područje (broj) unutar podskupine. Prethodna šifra nalazi se objavljena uz oznaku za vrstu gradiva P.
Glavne skupine Ing registra propisa Republike Hrvatske:
1. Pravo društava – Obrt
2. Radno pravo – Intelektualno vlasništvo
3. Građansko pravo
4. Gospodarske proizvodne djelatnosti
5. Gospodarske uslužne djelatnosti – Zaštita prirode i okoliša
6. Financijsko posredovanje – Trgovina
7. Negospodarske djelatnosti
8. Javne financije
9. Ustrojstvo vlasti – Upravni i sudski postupci
10. Međunarodno pravo

U prijašnjemu društveno-političkom sustavu (do 1990.) glavne su skupine bile:
1. Poduzeća – Upravljanje – Samoupravljanje
2. Radni odnosi radnika u poduzećima i organizacijama
3. Nabava – Tržište – Cijene – Skladišta
4. Industrija i rudarstvo – Proizvodnja
5. Privredne i uslužne djelatnosti
6. Prodaja – Trgovina – Devize – Carine
7. Društvene djelatnosti – Financijske usluge
8. Financijsko poslovanje – Prihod – Dohodak – Dobit
9. Sredstva i izvori sredstava – Porezi – Takse
10. Društveno-političke zajednice – Državna uprava

Uz Ing Registar izlazi Dodatak koji sadrži redakcijski pročišćene tekstove propisa, prvenstveno onih koji su mijenjani i dopunjavani, a često se koriste. Također izlazi i Kazalo koje daje abecednim redom poredane pojmove i uz njih troznamenkastu šifru na koju se odnosi svaki pojam.
Osnovni ulošci Ing Registra sadržavaju podatke do 1. siječnja tekuće godine, a tekući ulošci se dostavljaju svakih 15 dana (oko 10. i 25. u mjesecu) i sadrže podatke o izmjenama i dopunama vrijedećih propisa, novim propisima koji su prestali vrijediti kao i o novodonesenim propisima te ostalim vrstama gradiva.
Od 1996. godine Ing Registar se izdaje na magnetnom mediju pod nazivom CDnet Ing Registar, a postoji i Ing Registar internetska aplikacija s preko 20.000 poveznica u bazi podataka. U 1990. godini ukupna je naklada bila 15.000 primjeraka, a pretplata je iznosila 550 dinara.
Glavni i odgovorni urednici bili su: Fedor Plešić, Ivan Purgar i Marija Spajić koja je i danas urednica.

## Vanjski izvori
- Ing Registar : Impressum  Arhivirana inačica izvorne stranice od 21. kolovoza 2008. (Wayback Machine)
- Pravni portal Inženjerskog biroa d.d.